# Problemas de xadrez
Um problema de xadrez, também chamado de composição de xadrez, é um quebra cabeça montado por um compositor usando peças de xadrez em um tabuleiro de xadrez, que apresenta ao jogador uma tarefa particular à solucionar. Por exemplo, uma posição pode ser dada com a instrução de que as Brancas devem mover primeiro, e dar xeque-mate nas Pretas em dois movimentos contra qualquer defesa possível. Um problema de xadrez se diferencia fundamentalmente de um jogo normal sobre o tabuleiro, dado que o jogo envolve uma luta entre preto e branco, enquanto o problema envolve uma disputa entre compositor e jogador. A maioria das posições que ocorrem em um problema de xadrez são 'irrealistas' no sentido de que são pouco prováveis de acontecer em um jogo.

## Definição
O termo 'problema de xadrez' não é muito bem definido: não existe uma demarcação clara entre composições de xadrez e quebra-cabeças de xadrez ou mesmo exercícios táticos de xadrez. Em prática, entretanto, a distinção é bem clara. Existe uma característica comum compartilhada por composições na seção de problemas de revistas de xadrez, e em coleções de problemas de xadrez na forma de livros.

## Composição
Os requisitos necessários a uma boa composição são:
- Deve haver uma ideia ou tema na execução do problema. Ou seja, é desejável que haja coerência e coesão entre as distintas variantes de um problema direto.
- Idealmente esta ideia deve ser surpreendente, original e bem executada.
- As defesas das pretas devem levar a mates no mesmo número de lances. (ou seja, em um problema de mate em 3 não pode haver uma defesa das pretas que leve mate em 4 lances). Em problemas sem ameaça, ou de zugzwang, todos os movimentos das pretas devem levar mate no mesmo número de lances.
- Não deve haver peças supérfluas ou desnecessárias à execução da ideia de um problema. Todas as peças devem ter uma função definida, ainda que esta função seja apenas evitar defeitos ou furos na composição.

British Chess Federation, 1961/62,
1o Prêmio
|   | a | b | c | d | e | f | g | h |   |
| 8 | a8 preto torre · g8 preto bispo · a7 branco torre · f7 branco cavalo · g7 preto cavalo · h7 preto peão · b6 branco peão · d6 branco bispo · f6 preto peão · a5 branco torre · b5 branco rei · f5 preto rei · b3 branco peão · c3 branco peão · h3 preto cavalo · a2 branco rainha · e2 branco peão · g2 branco cavalo · a1 preto torre · h1 preto rainha | a8 preto torre · g8 preto bispo · a7 branco torre · f7 branco cavalo · g7 preto cavalo · h7 preto peão · b6 branco peão · d6 branco bispo · f6 preto peão · a5 branco torre · b5 branco rei · f5 preto rei · b3 branco peão · c3 branco peão · h3 preto cavalo · a2 branco rainha · e2 branco peão · g2 branco cavalo · a1 preto torre · h1 preto rainha | a8 preto torre · g8 preto bispo · a7 branco torre · f7 branco cavalo · g7 preto cavalo · h7 preto peão · b6 branco peão · d6 branco bispo · f6 preto peão · a5 branco torre · b5 branco rei · f5 preto rei · b3 branco peão · c3 branco peão · h3 preto cavalo · a2 branco rainha · e2 branco peão · g2 branco cavalo · a1 preto torre · h1 preto rainha | a8 preto torre · g8 preto bispo · a7 branco torre · f7 branco cavalo · g7 preto cavalo · h7 preto peão · b6 branco peão · d6 branco bispo · f6 preto peão · a5 branco torre · b5 branco rei · f5 preto rei · b3 branco peão · c3 branco peão · h3 preto cavalo · a2 branco rainha · e2 branco peão · g2 branco cavalo · a1 preto torre · h1 preto rainha | a8 preto torre · g8 preto bispo · a7 branco torre · f7 branco cavalo · g7 preto cavalo · h7 preto peão · b6 branco peão · d6 branco bispo · f6 preto peão · a5 branco torre · b5 branco rei · f5 preto rei · b3 branco peão · c3 branco peão · h3 preto cavalo · a2 branco rainha · e2 branco peão · g2 branco cavalo · a1 preto torre · h1 preto rainha | a8 preto torre · g8 preto bispo · a7 branco torre · f7 branco cavalo · g7 preto cavalo · h7 preto peão · b6 branco peão · d6 branco bispo · f6 preto peão · a5 branco torre · b5 branco rei · f5 preto rei · b3 branco peão · c3 branco peão · h3 preto cavalo · a2 branco rainha · e2 branco peão · g2 branco cavalo · a1 preto torre · h1 preto rainha | a8 preto torre · g8 preto bispo · a7 branco torre · f7 branco cavalo · g7 preto cavalo · h7 preto peão · b6 branco peão · d6 branco bispo · f6 preto peão · a5 branco torre · b5 branco rei · f5 preto rei · b3 branco peão · c3 branco peão · h3 preto cavalo · a2 branco rainha · e2 branco peão · g2 branco cavalo · a1 preto torre · h1 preto rainha | a8 preto torre · g8 preto bispo · a7 branco torre · f7 branco cavalo · g7 preto cavalo · h7 preto peão · b6 branco peão · d6 branco bispo · f6 preto peão · a5 branco torre · b5 branco rei · f5 preto rei · b3 branco peão · c3 branco peão · h3 preto cavalo · a2 branco rainha · e2 branco peão · g2 branco cavalo · a1 preto torre · h1 preto rainha | 8 |
| 7 | a8 preto torre · g8 preto bispo · a7 branco torre · f7 branco cavalo · g7 preto cavalo · h7 preto peão · b6 branco peão · d6 branco bispo · f6 preto peão · a5 branco torre · b5 branco rei · f5 preto rei · b3 branco peão · c3 branco peão · h3 preto cavalo · a2 branco rainha · e2 branco peão · g2 branco cavalo · a1 preto torre · h1 preto rainha | a8 preto torre · g8 preto bispo · a7 branco torre · f7 branco cavalo · g7 preto cavalo · h7 preto peão · b6 branco peão · d6 branco bispo · f6 preto peão · a5 branco torre · b5 branco rei · f5 preto rei · b3 branco peão · c3 branco peão · h3 preto cavalo · a2 branco rainha · e2 branco peão · g2 branco cavalo · a1 preto torre · h1 preto rainha | a8 preto torre · g8 preto bispo · a7 branco torre · f7 branco cavalo · g7 preto cavalo · h7 preto peão · b6 branco peão · d6 branco bispo · f6 preto peão · a5 branco torre · b5 branco rei · f5 preto rei · b3 branco peão · c3 branco peão · h3 preto cavalo · a2 branco rainha · e2 branco peão · g2 branco cavalo · a1 preto torre · h1 preto rainha | a8 preto torre · g8 preto bispo · a7 branco torre · f7 branco cavalo · g7 preto cavalo · h7 preto peão · b6 branco peão · d6 branco bispo · f6 preto peão · a5 branco torre · b5 branco rei · f5 preto rei · b3 branco peão · c3 branco peão · h3 preto cavalo · a2 branco rainha · e2 branco peão · g2 branco cavalo · a1 preto torre · h1 preto rainha | a8 preto torre · g8 preto bispo · a7 branco torre · f7 branco cavalo · g7 preto cavalo · h7 preto peão · b6 branco peão · d6 branco bispo · f6 preto peão · a5 branco torre · b5 branco rei · f5 preto rei · b3 branco peão · c3 branco peão · h3 preto cavalo · a2 branco rainha · e2 branco peão · g2 branco cavalo · a1 preto torre · h1 preto rainha | a8 preto torre · g8 preto bispo · a7 branco torre · f7 branco cavalo · g7 preto cavalo · h7 preto peão · b6 branco peão · d6 branco bispo · f6 preto peão · a5 branco torre · b5 branco rei · f5 preto rei · b3 branco peão · c3 branco peão · h3 preto cavalo · a2 branco rainha · e2 branco peão · g2 branco cavalo · a1 preto torre · h1 preto rainha | a8 preto torre · g8 preto bispo · a7 branco torre · f7 branco cavalo · g7 preto cavalo · h7 preto peão · b6 branco peão · d6 branco bispo · f6 preto peão · a5 branco torre · b5 branco rei · f5 preto rei · b3 branco peão · c3 branco peão · h3 preto cavalo · a2 branco rainha · e2 branco peão · g2 branco cavalo · a1 preto torre · h1 preto rainha | a8 preto torre · g8 preto bispo · a7 branco torre · f7 branco cavalo · g7 preto cavalo · h7 preto peão · b6 branco peão · d6 branco bispo · f6 preto peão · a5 branco torre · b5 branco rei · f5 preto rei · b3 branco peão · c3 branco peão · h3 preto cavalo · a2 branco rainha · e2 branco peão · g2 branco cavalo · a1 preto torre · h1 preto rainha | 7 |
| 6 | a8 preto torre · g8 preto bispo · a7 branco torre · f7 branco cavalo · g7 preto cavalo · h7 preto peão · b6 branco peão · d6 branco bispo · f6 preto peão · a5 branco torre · b5 branco rei · f5 preto rei · b3 branco peão · c3 branco peão · h3 preto cavalo · a2 branco rainha · e2 branco peão · g2 branco cavalo · a1 preto torre · h1 preto rainha | a8 preto torre · g8 preto bispo · a7 branco torre · f7 branco cavalo · g7 preto cavalo · h7 preto peão · b6 branco peão · d6 branco bispo · f6 preto peão · a5 branco torre · b5 branco rei · f5 preto rei · b3 branco peão · c3 branco peão · h3 preto cavalo · a2 branco rainha · e2 branco peão · g2 branco cavalo · a1 preto torre · h1 preto rainha | a8 preto torre · g8 preto bispo · a7 branco torre · f7 branco cavalo · g7 preto cavalo · h7 preto peão · b6 branco peão · d6 branco bispo · f6 preto peão · a5 branco torre · b5 branco rei · f5 preto rei · b3 branco peão · c3 branco peão · h3 preto cavalo · a2 branco rainha · e2 branco peão · g2 branco cavalo · a1 preto torre · h1 preto rainha | a8 preto torre · g8 preto bispo · a7 branco torre · f7 branco cavalo · g7 preto cavalo · h7 preto peão · b6 branco peão · d6 branco bispo · f6 preto peão · a5 branco torre · b5 branco rei · f5 preto rei · b3 branco peão · c3 branco peão · h3 preto cavalo · a2 branco rainha · e2 branco peão · g2 branco cavalo · a1 preto torre · h1 preto rainha | a8 preto torre · g8 preto bispo · a7 branco torre · f7 branco cavalo · g7 preto cavalo · h7 preto peão · b6 branco peão · d6 branco bispo · f6 preto peão · a5 branco torre · b5 branco rei · f5 preto rei · b3 branco peão · c3 branco peão · h3 preto cavalo · a2 branco rainha · e2 branco peão · g2 branco cavalo · a1 preto torre · h1 preto rainha | a8 preto torre · g8 preto bispo · a7 branco torre · f7 branco cavalo · g7 preto cavalo · h7 preto peão · b6 branco peão · d6 branco bispo · f6 preto peão · a5 branco torre · b5 branco rei · f5 preto rei · b3 branco peão · c3 branco peão · h3 preto cavalo · a2 branco rainha · e2 branco peão · g2 branco cavalo · a1 preto torre · h1 preto rainha | a8 preto torre · g8 preto bispo · a7 branco torre · f7 branco cavalo · g7 preto cavalo · h7 preto peão · b6 branco peão · d6 branco bispo · f6 preto peão · a5 branco torre · b5 branco rei · f5 preto rei · b3 branco peão · c3 branco peão · h3 preto cavalo · a2 branco rainha · e2 branco peão · g2 branco cavalo · a1 preto torre · h1 preto rainha | a8 preto torre · g8 preto bispo · a7 branco torre · f7 branco cavalo · g7 preto cavalo · h7 preto peão · b6 branco peão · d6 branco bispo · f6 preto peão · a5 branco torre · b5 branco rei · f5 preto rei · b3 branco peão · c3 branco peão · h3 preto cavalo · a2 branco rainha · e2 branco peão · g2 branco cavalo · a1 preto torre · h1 preto rainha | 6 |
| 5 | a8 preto torre · g8 preto bispo · a7 branco torre · f7 branco cavalo · g7 preto cavalo · h7 preto peão · b6 branco peão · d6 branco bispo · f6 preto peão · a5 branco torre · b5 branco rei · f5 preto rei · b3 branco peão · c3 branco peão · h3 preto cavalo · a2 branco rainha · e2 branco peão · g2 branco cavalo · a1 preto torre · h1 preto rainha | a8 preto torre · g8 preto bispo · a7 branco torre · f7 branco cavalo · g7 preto cavalo · h7 preto peão · b6 branco peão · d6 branco bispo · f6 preto peão · a5 branco torre · b5 branco rei · f5 preto rei · b3 branco peão · c3 branco peão · h3 preto cavalo · a2 branco rainha · e2 branco peão · g2 branco cavalo · a1 preto torre · h1 preto rainha | a8 preto torre · g8 preto bispo · a7 branco torre · f7 branco cavalo · g7 preto cavalo · h7 preto peão · b6 branco peão · d6 branco bispo · f6 preto peão · a5 branco torre · b5 branco rei · f5 preto rei · b3 branco peão · c3 branco peão · h3 preto cavalo · a2 branco rainha · e2 branco peão · g2 branco cavalo · a1 preto torre · h1 preto rainha | a8 preto torre · g8 preto bispo · a7 branco torre · f7 branco cavalo · g7 preto cavalo · h7 preto peão · b6 branco peão · d6 branco bispo · f6 preto peão · a5 branco torre · b5 branco rei · f5 preto rei · b3 branco peão · c3 branco peão · h3 preto cavalo · a2 branco rainha · e2 branco peão · g2 branco cavalo · a1 preto torre · h1 preto rainha | a8 preto torre · g8 preto bispo · a7 branco torre · f7 branco cavalo · g7 preto cavalo · h7 preto peão · b6 branco peão · d6 branco bispo · f6 preto peão · a5 branco torre · b5 branco rei · f5 preto rei · b3 branco peão · c3 branco peão · h3 preto cavalo · a2 branco rainha · e2 branco peão · g2 branco cavalo · a1 preto torre · h1 preto rainha | a8 preto torre · g8 preto bispo · a7 branco torre · f7 branco cavalo · g7 preto cavalo · h7 preto peão · b6 branco peão · d6 branco bispo · f6 preto peão · a5 branco torre · b5 branco rei · f5 preto rei · b3 branco peão · c3 branco peão · h3 preto cavalo · a2 branco rainha · e2 branco peão · g2 branco cavalo · a1 preto torre · h1 preto rainha | a8 preto torre · g8 preto bispo · a7 branco torre · f7 branco cavalo · g7 preto cavalo · h7 preto peão · b6 branco peão · d6 branco bispo · f6 preto peão · a5 branco torre · b5 branco rei · f5 preto rei · b3 branco peão · c3 branco peão · h3 preto cavalo · a2 branco rainha · e2 branco peão · g2 branco cavalo · a1 preto torre · h1 preto rainha | a8 preto torre · g8 preto bispo · a7 branco torre · f7 branco cavalo · g7 preto cavalo · h7 preto peão · b6 branco peão · d6 branco bispo · f6 preto peão · a5 branco torre · b5 branco rei · f5 preto rei · b3 branco peão · c3 branco peão · h3 preto cavalo · a2 branco rainha · e2 branco peão · g2 branco cavalo · a1 preto torre · h1 preto rainha | 5 |
| 4 | a8 preto torre · g8 preto bispo · a7 branco torre · f7 branco cavalo · g7 preto cavalo · h7 preto peão · b6 branco peão · d6 branco bispo · f6 preto peão · a5 branco torre · b5 branco rei · f5 preto rei · b3 branco peão · c3 branco peão · h3 preto cavalo · a2 branco rainha · e2 branco peão · g2 branco cavalo · a1 preto torre · h1 preto rainha | a8 preto torre · g8 preto bispo · a7 branco torre · f7 branco cavalo · g7 preto cavalo · h7 preto peão · b6 branco peão · d6 branco bispo · f6 preto peão · a5 branco torre · b5 branco rei · f5 preto rei · b3 branco peão · c3 branco peão · h3 preto cavalo · a2 branco rainha · e2 branco peão · g2 branco cavalo · a1 preto torre · h1 preto rainha | a8 preto torre · g8 preto bispo · a7 branco torre · f7 branco cavalo · g7 preto cavalo · h7 preto peão · b6 branco peão · d6 branco bispo · f6 preto peão · a5 branco torre · b5 branco rei · f5 preto rei · b3 branco peão · c3 branco peão · h3 preto cavalo · a2 branco rainha · e2 branco peão · g2 branco cavalo · a1 preto torre · h1 preto rainha | a8 preto torre · g8 preto bispo · a7 branco torre · f7 branco cavalo · g7 preto cavalo · h7 preto peão · b6 branco peão · d6 branco bispo · f6 preto peão · a5 branco torre · b5 branco rei · f5 preto rei · b3 branco peão · c3 branco peão · h3 preto cavalo · a2 branco rainha · e2 branco peão · g2 branco cavalo · a1 preto torre · h1 preto rainha | a8 preto torre · g8 preto bispo · a7 branco torre · f7 branco cavalo · g7 preto cavalo · h7 preto peão · b6 branco peão · d6 branco bispo · f6 preto peão · a5 branco torre · b5 branco rei · f5 preto rei · b3 branco peão · c3 branco peão · h3 preto cavalo · a2 branco rainha · e2 branco peão · g2 branco cavalo · a1 preto torre · h1 preto rainha | a8 preto torre · g8 preto bispo · a7 branco torre · f7 branco cavalo · g7 preto cavalo · h7 preto peão · b6 branco peão · d6 branco bispo · f6 preto peão · a5 branco torre · b5 branco rei · f5 preto rei · b3 branco peão · c3 branco peão · h3 preto cavalo · a2 branco rainha · e2 branco peão · g2 branco cavalo · a1 preto torre · h1 preto rainha | a8 preto torre · g8 preto bispo · a7 branco torre · f7 branco cavalo · g7 preto cavalo · h7 preto peão · b6 branco peão · d6 branco bispo · f6 preto peão · a5 branco torre · b5 branco rei · f5 preto rei · b3 branco peão · c3 branco peão · h3 preto cavalo · a2 branco rainha · e2 branco peão · g2 branco cavalo · a1 preto torre · h1 preto rainha | a8 preto torre · g8 preto bispo · a7 branco torre · f7 branco cavalo · g7 preto cavalo · h7 preto peão · b6 branco peão · d6 branco bispo · f6 preto peão · a5 branco torre · b5 branco rei · f5 preto rei · b3 branco peão · c3 branco peão · h3 preto cavalo · a2 branco rainha · e2 branco peão · g2 branco cavalo · a1 preto torre · h1 preto rainha | 4 |
| 3 | a8 preto torre · g8 preto bispo · a7 branco torre · f7 branco cavalo · g7 preto cavalo · h7 preto peão · b6 branco peão · d6 branco bispo · f6 preto peão · a5 branco torre · b5 branco rei · f5 preto rei · b3 branco peão · c3 branco peão · h3 preto cavalo · a2 branco rainha · e2 branco peão · g2 branco cavalo · a1 preto torre · h1 preto rainha | a8 preto torre · g8 preto bispo · a7 branco torre · f7 branco cavalo · g7 preto cavalo · h7 preto peão · b6 branco peão · d6 branco bispo · f6 preto peão · a5 branco torre · b5 branco rei · f5 preto rei · b3 branco peão · c3 branco peão · h3 preto cavalo · a2 branco rainha · e2 branco peão · g2 branco cavalo · a1 preto torre · h1 preto rainha | a8 preto torre · g8 preto bispo · a7 branco torre · f7 branco cavalo · g7 preto cavalo · h7 preto peão · b6 branco peão · d6 branco bispo · f6 preto peão · a5 branco torre · b5 branco rei · f5 preto rei · b3 branco peão · c3 branco peão · h3 preto cavalo · a2 branco rainha · e2 branco peão · g2 branco cavalo · a1 preto torre · h1 preto rainha | a8 preto torre · g8 preto bispo · a7 branco torre · f7 branco cavalo · g7 preto cavalo · h7 preto peão · b6 branco peão · d6 branco bispo · f6 preto peão · a5 branco torre · b5 branco rei · f5 preto rei · b3 branco peão · c3 branco peão · h3 preto cavalo · a2 branco rainha · e2 branco peão · g2 branco cavalo · a1 preto torre · h1 preto rainha | a8 preto torre · g8 preto bispo · a7 branco torre · f7 branco cavalo · g7 preto cavalo · h7 preto peão · b6 branco peão · d6 branco bispo · f6 preto peão · a5 branco torre · b5 branco rei · f5 preto rei · b3 branco peão · c3 branco peão · h3 preto cavalo · a2 branco rainha · e2 branco peão · g2 branco cavalo · a1 preto torre · h1 preto rainha | a8 preto torre · g8 preto bispo · a7 branco torre · f7 branco cavalo · g7 preto cavalo · h7 preto peão · b6 branco peão · d6 branco bispo · f6 preto peão · a5 branco torre · b5 branco rei · f5 preto rei · b3 branco peão · c3 branco peão · h3 preto cavalo · a2 branco rainha · e2 branco peão · g2 branco cavalo · a1 preto torre · h1 preto rainha | a8 preto torre · g8 preto bispo · a7 branco torre · f7 branco cavalo · g7 preto cavalo · h7 preto peão · b6 branco peão · d6 branco bispo · f6 preto peão · a5 branco torre · b5 branco rei · f5 preto rei · b3 branco peão · c3 branco peão · h3 preto cavalo · a2 branco rainha · e2 branco peão · g2 branco cavalo · a1 preto torre · h1 preto rainha | a8 preto torre · g8 preto bispo · a7 branco torre · f7 branco cavalo · g7 preto cavalo · h7 preto peão · b6 branco peão · d6 branco bispo · f6 preto peão · a5 branco torre · b5 branco rei · f5 preto rei · b3 branco peão · c3 branco peão · h3 preto cavalo · a2 branco rainha · e2 branco peão · g2 branco cavalo · a1 preto torre · h1 preto rainha | 3 |
| 2 | a8 preto torre · g8 preto bispo · a7 branco torre · f7 branco cavalo · g7 preto cavalo · h7 preto peão · b6 branco peão · d6 branco bispo · f6 preto peão · a5 branco torre · b5 branco rei · f5 preto rei · b3 branco peão · c3 branco peão · h3 preto cavalo · a2 branco rainha · e2 branco peão · g2 branco cavalo · a1 preto torre · h1 preto rainha | a8 preto torre · g8 preto bispo · a7 branco torre · f7 branco cavalo · g7 preto cavalo · h7 preto peão · b6 branco peão · d6 branco bispo · f6 preto peão · a5 branco torre · b5 branco rei · f5 preto rei · b3 branco peão · c3 branco peão · h3 preto cavalo · a2 branco rainha · e2 branco peão · g2 branco cavalo · a1 preto torre · h1 preto rainha | a8 preto torre · g8 preto bispo · a7 branco torre · f7 branco cavalo · g7 preto cavalo · h7 preto peão · b6 branco peão · d6 branco bispo · f6 preto peão · a5 branco torre · b5 branco rei · f5 preto rei · b3 branco peão · c3 branco peão · h3 preto cavalo · a2 branco rainha · e2 branco peão · g2 branco cavalo · a1 preto torre · h1 preto rainha | a8 preto torre · g8 preto bispo · a7 branco torre · f7 branco cavalo · g7 preto cavalo · h7 preto peão · b6 branco peão · d6 branco bispo · f6 preto peão · a5 branco torre · b5 branco rei · f5 preto rei · b3 branco peão · c3 branco peão · h3 preto cavalo · a2 branco rainha · e2 branco peão · g2 branco cavalo · a1 preto torre · h1 preto rainha | a8 preto torre · g8 preto bispo · a7 branco torre · f7 branco cavalo · g7 preto cavalo · h7 preto peão · b6 branco peão · d6 branco bispo · f6 preto peão · a5 branco torre · b5 branco rei · f5 preto rei · b3 branco peão · c3 branco peão · h3 preto cavalo · a2 branco rainha · e2 branco peão · g2 branco cavalo · a1 preto torre · h1 preto rainha | a8 preto torre · g8 preto bispo · a7 branco torre · f7 branco cavalo · g7 preto cavalo · h7 preto peão · b6 branco peão · d6 branco bispo · f6 preto peão · a5 branco torre · b5 branco rei · f5 preto rei · b3 branco peão · c3 branco peão · h3 preto cavalo · a2 branco rainha · e2 branco peão · g2 branco cavalo · a1 preto torre · h1 preto rainha | a8 preto torre · g8 preto bispo · a7 branco torre · f7 branco cavalo · g7 preto cavalo · h7 preto peão · b6 branco peão · d6 branco bispo · f6 preto peão · a5 branco torre · b5 branco rei · f5 preto rei · b3 branco peão · c3 branco peão · h3 preto cavalo · a2 branco rainha · e2 branco peão · g2 branco cavalo · a1 preto torre · h1 preto rainha | a8 preto torre · g8 preto bispo · a7 branco torre · f7 branco cavalo · g7 preto cavalo · h7 preto peão · b6 branco peão · d6 branco bispo · f6 preto peão · a5 branco torre · b5 branco rei · f5 preto rei · b3 branco peão · c3 branco peão · h3 preto cavalo · a2 branco rainha · e2 branco peão · g2 branco cavalo · a1 preto torre · h1 preto rainha | 2 |
| 1 | a8 preto torre · g8 preto bispo · a7 branco torre · f7 branco cavalo · g7 preto cavalo · h7 preto peão · b6 branco peão · d6 branco bispo · f6 preto peão · a5 branco torre · b5 branco rei · f5 preto rei · b3 branco peão · c3 branco peão · h3 preto cavalo · a2 branco rainha · e2 branco peão · g2 branco cavalo · a1 preto torre · h1 preto rainha | a8 preto torre · g8 preto bispo · a7 branco torre · f7 branco cavalo · g7 preto cavalo · h7 preto peão · b6 branco peão · d6 branco bispo · f6 preto peão · a5 branco torre · b5 branco rei · f5 preto rei · b3 branco peão · c3 branco peão · h3 preto cavalo · a2 branco rainha · e2 branco peão · g2 branco cavalo · a1 preto torre · h1 preto rainha | a8 preto torre · g8 preto bispo · a7 branco torre · f7 branco cavalo · g7 preto cavalo · h7 preto peão · b6 branco peão · d6 branco bispo · f6 preto peão · a5 branco torre · b5 branco rei · f5 preto rei · b3 branco peão · c3 branco peão · h3 preto cavalo · a2 branco rainha · e2 branco peão · g2 branco cavalo · a1 preto torre · h1 preto rainha | a8 preto torre · g8 preto bispo · a7 branco torre · f7 branco cavalo · g7 preto cavalo · h7 preto peão · b6 branco peão · d6 branco bispo · f6 preto peão · a5 branco torre · b5 branco rei · f5 preto rei · b3 branco peão · c3 branco peão · h3 preto cavalo · a2 branco rainha · e2 branco peão · g2 branco cavalo · a1 preto torre · h1 preto rainha | a8 preto torre · g8 preto bispo · a7 branco torre · f7 branco cavalo · g7 preto cavalo · h7 preto peão · b6 branco peão · d6 branco bispo · f6 preto peão · a5 branco torre · b5 branco rei · f5 preto rei · b3 branco peão · c3 branco peão · h3 preto cavalo · a2 branco rainha · e2 branco peão · g2 branco cavalo · a1 preto torre · h1 preto rainha | a8 preto torre · g8 preto bispo · a7 branco torre · f7 branco cavalo · g7 preto cavalo · h7 preto peão · b6 branco peão · d6 branco bispo · f6 preto peão · a5 branco torre · b5 branco rei · f5 preto rei · b3 branco peão · c3 branco peão · h3 preto cavalo · a2 branco rainha · e2 branco peão · g2 branco cavalo · a1 preto torre · h1 preto rainha | a8 preto torre · g8 preto bispo · a7 branco torre · f7 branco cavalo · g7 preto cavalo · h7 preto peão · b6 branco peão · d6 branco bispo · f6 preto peão · a5 branco torre · b5 branco rei · f5 preto rei · b3 branco peão · c3 branco peão · h3 preto cavalo · a2 branco rainha · e2 branco peão · g2 branco cavalo · a1 preto torre · h1 preto rainha | a8 preto torre · g8 preto bispo · a7 branco torre · f7 branco cavalo · g7 preto cavalo · h7 preto peão · b6 branco peão · d6 branco bispo · f6 preto peão · a5 branco torre · b5 branco rei · f5 preto rei · b3 branco peão · c3 branco peão · h3 preto cavalo · a2 branco rainha · e2 branco peão · g2 branco cavalo · a1 preto torre · h1 preto rainha | 1 |
|   | a | b | c | d | e | f | g | h |   |

Um exemplo de mate em dois movimentos (indicado como #2) do compositor brasileiro Almiro Zarur que conquistou o primeiro prêmio do centésimo torneio de composições da British Chess Federation no biênio 1961/1962.
Na competição que celebrava a centésima edição do torneio de composições havia a exigência de que os mates em dois lances submetidos para avaliação dos juízes da prova deviam ter chave de xeque, um fato raro e algumas vezes surpreendente em problemas de mate em dois movimentos.
Na composição as brancas podem tentar dar mate de 5 formas distintas, em quatro destas tentativas as pretas possuem apenas uma resposta, imitando o movimento do Rei branco:
- 1. Ra6+? Re6!
- 1. Ra4+? Re4!
- 1. Rc4+? Rg4!
- 1. Rc6+? Rg6!

Apenas 1. Rb4+! resolve o problema, abaixo vemos as variantes temáticas (variantes temáticas são aquelas que compõem a ideia central do problema, nesta composição em particular todas as variantes são temáticas!):
- 1. ... Re6 2. Te7#
- 1. ... Re4 2. Dc2#
- 1. ... Rg4 2. Ch6#
- 1. ... Rg6 2. Ch4#

A mecânica das tentativas de mate e a solução do problema para entender o porque de este ser um problema excepcional:
- Todas as tentativas de resolver das brancas são xeques com o rei branco em um movimento diagonal (o que constitui uma estrela ao redor do rei).
- Todas as respostas das pretas a estas tentativas são com um movimento do rei preto em diagonal na mesma direção do movimento do rei branco. Assim os reis branco e preto executam movimentos coordenados nas tentativas de mate.
- A solução é realizada com um movimento do rei branco que o rei preto não pode imitar (já que o rei preto não pode ir a f4!) e há mate para cada uma das quatro casas de fuga do rei preto. As peças brancas que dão mate ao rei preto em cada uma destas fugas estavam cravadas nas tentativas de solução.

Em campeonatos mundiais de soluções há 3 seções de problemas diretos:
- Uma seção com 3 problemas de mates em 2 que devem ser resolvidos em 20 minutos
- Uma seção com 3 problemas de mates em 3 que devem ser resolvidos em 60 minutos
- Uma seção com 3 problemas de mate em mais de 3 movimentos que devem ser resolvidos em 80 minutos.

## Estudos
Estudos são composições onde as brancas jogam e devem ganhar ou empatar. Em casos excepcionais o primeiro lance pode ser das peças pretas porém ainda assim as brancas devem ganhar ou empatar. A solução de estudos não tem um número estipulado de movimentos, como em problemas diretos, inversos ou ajudados, porém deve haver apenas uma forma de cumprir a estipulação do estudo nas variantes principais.
Apesar de serem o formato de composições mais próximo da partida jogada os estudos são essencialmente diferentes de finais teóricos porque estes podem possuir várias formas de ganhar ou empatar e na maioria das vezes há um método a ser empregado para resolver um final teórico. Já em um estudo a solução deve ser única, deve haver uma ideia central governando a composição e a ideia da solução deve ser original.
A seção de estudos dos mundiais de solução de problemas de xadrez é composta por três composições que devem ser resolvidas em 100 min.
|   | a | b | c | d | e | f | g | h |   |
| 8 | a8 preto cavalo · d8 branco bispo · e8 preto rainha · f8 preto rei · f7 preto peão · h7 preto peão · f6 branco rei · g6 branco peão · a5 preto peão · g4 branco rainha | a8 preto cavalo · d8 branco bispo · e8 preto rainha · f8 preto rei · f7 preto peão · h7 preto peão · f6 branco rei · g6 branco peão · a5 preto peão · g4 branco rainha | a8 preto cavalo · d8 branco bispo · e8 preto rainha · f8 preto rei · f7 preto peão · h7 preto peão · f6 branco rei · g6 branco peão · a5 preto peão · g4 branco rainha | a8 preto cavalo · d8 branco bispo · e8 preto rainha · f8 preto rei · f7 preto peão · h7 preto peão · f6 branco rei · g6 branco peão · a5 preto peão · g4 branco rainha | a8 preto cavalo · d8 branco bispo · e8 preto rainha · f8 preto rei · f7 preto peão · h7 preto peão · f6 branco rei · g6 branco peão · a5 preto peão · g4 branco rainha | a8 preto cavalo · d8 branco bispo · e8 preto rainha · f8 preto rei · f7 preto peão · h7 preto peão · f6 branco rei · g6 branco peão · a5 preto peão · g4 branco rainha | a8 preto cavalo · d8 branco bispo · e8 preto rainha · f8 preto rei · f7 preto peão · h7 preto peão · f6 branco rei · g6 branco peão · a5 preto peão · g4 branco rainha | a8 preto cavalo · d8 branco bispo · e8 preto rainha · f8 preto rei · f7 preto peão · h7 preto peão · f6 branco rei · g6 branco peão · a5 preto peão · g4 branco rainha | 8 |
| 7 | a8 preto cavalo · d8 branco bispo · e8 preto rainha · f8 preto rei · f7 preto peão · h7 preto peão · f6 branco rei · g6 branco peão · a5 preto peão · g4 branco rainha | a8 preto cavalo · d8 branco bispo · e8 preto rainha · f8 preto rei · f7 preto peão · h7 preto peão · f6 branco rei · g6 branco peão · a5 preto peão · g4 branco rainha | a8 preto cavalo · d8 branco bispo · e8 preto rainha · f8 preto rei · f7 preto peão · h7 preto peão · f6 branco rei · g6 branco peão · a5 preto peão · g4 branco rainha | a8 preto cavalo · d8 branco bispo · e8 preto rainha · f8 preto rei · f7 preto peão · h7 preto peão · f6 branco rei · g6 branco peão · a5 preto peão · g4 branco rainha | a8 preto cavalo · d8 branco bispo · e8 preto rainha · f8 preto rei · f7 preto peão · h7 preto peão · f6 branco rei · g6 branco peão · a5 preto peão · g4 branco rainha | a8 preto cavalo · d8 branco bispo · e8 preto rainha · f8 preto rei · f7 preto peão · h7 preto peão · f6 branco rei · g6 branco peão · a5 preto peão · g4 branco rainha | a8 preto cavalo · d8 branco bispo · e8 preto rainha · f8 preto rei · f7 preto peão · h7 preto peão · f6 branco rei · g6 branco peão · a5 preto peão · g4 branco rainha | a8 preto cavalo · d8 branco bispo · e8 preto rainha · f8 preto rei · f7 preto peão · h7 preto peão · f6 branco rei · g6 branco peão · a5 preto peão · g4 branco rainha | 7 |
| 6 | a8 preto cavalo · d8 branco bispo · e8 preto rainha · f8 preto rei · f7 preto peão · h7 preto peão · f6 branco rei · g6 branco peão · a5 preto peão · g4 branco rainha | a8 preto cavalo · d8 branco bispo · e8 preto rainha · f8 preto rei · f7 preto peão · h7 preto peão · f6 branco rei · g6 branco peão · a5 preto peão · g4 branco rainha | a8 preto cavalo · d8 branco bispo · e8 preto rainha · f8 preto rei · f7 preto peão · h7 preto peão · f6 branco rei · g6 branco peão · a5 preto peão · g4 branco rainha | a8 preto cavalo · d8 branco bispo · e8 preto rainha · f8 preto rei · f7 preto peão · h7 preto peão · f6 branco rei · g6 branco peão · a5 preto peão · g4 branco rainha | a8 preto cavalo · d8 branco bispo · e8 preto rainha · f8 preto rei · f7 preto peão · h7 preto peão · f6 branco rei · g6 branco peão · a5 preto peão · g4 branco rainha | a8 preto cavalo · d8 branco bispo · e8 preto rainha · f8 preto rei · f7 preto peão · h7 preto peão · f6 branco rei · g6 branco peão · a5 preto peão · g4 branco rainha | a8 preto cavalo · d8 branco bispo · e8 preto rainha · f8 preto rei · f7 preto peão · h7 preto peão · f6 branco rei · g6 branco peão · a5 preto peão · g4 branco rainha | a8 preto cavalo · d8 branco bispo · e8 preto rainha · f8 preto rei · f7 preto peão · h7 preto peão · f6 branco rei · g6 branco peão · a5 preto peão · g4 branco rainha | 6 |
| 5 | a8 preto cavalo · d8 branco bispo · e8 preto rainha · f8 preto rei · f7 preto peão · h7 preto peão · f6 branco rei · g6 branco peão · a5 preto peão · g4 branco rainha | a8 preto cavalo · d8 branco bispo · e8 preto rainha · f8 preto rei · f7 preto peão · h7 preto peão · f6 branco rei · g6 branco peão · a5 preto peão · g4 branco rainha | a8 preto cavalo · d8 branco bispo · e8 preto rainha · f8 preto rei · f7 preto peão · h7 preto peão · f6 branco rei · g6 branco peão · a5 preto peão · g4 branco rainha | a8 preto cavalo · d8 branco bispo · e8 preto rainha · f8 preto rei · f7 preto peão · h7 preto peão · f6 branco rei · g6 branco peão · a5 preto peão · g4 branco rainha | a8 preto cavalo · d8 branco bispo · e8 preto rainha · f8 preto rei · f7 preto peão · h7 preto peão · f6 branco rei · g6 branco peão · a5 preto peão · g4 branco rainha | a8 preto cavalo · d8 branco bispo · e8 preto rainha · f8 preto rei · f7 preto peão · h7 preto peão · f6 branco rei · g6 branco peão · a5 preto peão · g4 branco rainha | a8 preto cavalo · d8 branco bispo · e8 preto rainha · f8 preto rei · f7 preto peão · h7 preto peão · f6 branco rei · g6 branco peão · a5 preto peão · g4 branco rainha | a8 preto cavalo · d8 branco bispo · e8 preto rainha · f8 preto rei · f7 preto peão · h7 preto peão · f6 branco rei · g6 branco peão · a5 preto peão · g4 branco rainha | 5 |
| 4 | a8 preto cavalo · d8 branco bispo · e8 preto rainha · f8 preto rei · f7 preto peão · h7 preto peão · f6 branco rei · g6 branco peão · a5 preto peão · g4 branco rainha | a8 preto cavalo · d8 branco bispo · e8 preto rainha · f8 preto rei · f7 preto peão · h7 preto peão · f6 branco rei · g6 branco peão · a5 preto peão · g4 branco rainha | a8 preto cavalo · d8 branco bispo · e8 preto rainha · f8 preto rei · f7 preto peão · h7 preto peão · f6 branco rei · g6 branco peão · a5 preto peão · g4 branco rainha | a8 preto cavalo · d8 branco bispo · e8 preto rainha · f8 preto rei · f7 preto peão · h7 preto peão · f6 branco rei · g6 branco peão · a5 preto peão · g4 branco rainha | a8 preto cavalo · d8 branco bispo · e8 preto rainha · f8 preto rei · f7 preto peão · h7 preto peão · f6 branco rei · g6 branco peão · a5 preto peão · g4 branco rainha | a8 preto cavalo · d8 branco bispo · e8 preto rainha · f8 preto rei · f7 preto peão · h7 preto peão · f6 branco rei · g6 branco peão · a5 preto peão · g4 branco rainha | a8 preto cavalo · d8 branco bispo · e8 preto rainha · f8 preto rei · f7 preto peão · h7 preto peão · f6 branco rei · g6 branco peão · a5 preto peão · g4 branco rainha | a8 preto cavalo · d8 branco bispo · e8 preto rainha · f8 preto rei · f7 preto peão · h7 preto peão · f6 branco rei · g6 branco peão · a5 preto peão · g4 branco rainha | 4 |
| 3 | a8 preto cavalo · d8 branco bispo · e8 preto rainha · f8 preto rei · f7 preto peão · h7 preto peão · f6 branco rei · g6 branco peão · a5 preto peão · g4 branco rainha | a8 preto cavalo · d8 branco bispo · e8 preto rainha · f8 preto rei · f7 preto peão · h7 preto peão · f6 branco rei · g6 branco peão · a5 preto peão · g4 branco rainha | a8 preto cavalo · d8 branco bispo · e8 preto rainha · f8 preto rei · f7 preto peão · h7 preto peão · f6 branco rei · g6 branco peão · a5 preto peão · g4 branco rainha | a8 preto cavalo · d8 branco bispo · e8 preto rainha · f8 preto rei · f7 preto peão · h7 preto peão · f6 branco rei · g6 branco peão · a5 preto peão · g4 branco rainha | a8 preto cavalo · d8 branco bispo · e8 preto rainha · f8 preto rei · f7 preto peão · h7 preto peão · f6 branco rei · g6 branco peão · a5 preto peão · g4 branco rainha | a8 preto cavalo · d8 branco bispo · e8 preto rainha · f8 preto rei · f7 preto peão · h7 preto peão · f6 branco rei · g6 branco peão · a5 preto peão · g4 branco rainha | a8 preto cavalo · d8 branco bispo · e8 preto rainha · f8 preto rei · f7 preto peão · h7 preto peão · f6 branco rei · g6 branco peão · a5 preto peão · g4 branco rainha | a8 preto cavalo · d8 branco bispo · e8 preto rainha · f8 preto rei · f7 preto peão · h7 preto peão · f6 branco rei · g6 branco peão · a5 preto peão · g4 branco rainha | 3 |
| 2 | a8 preto cavalo · d8 branco bispo · e8 preto rainha · f8 preto rei · f7 preto peão · h7 preto peão · f6 branco rei · g6 branco peão · a5 preto peão · g4 branco rainha | a8 preto cavalo · d8 branco bispo · e8 preto rainha · f8 preto rei · f7 preto peão · h7 preto peão · f6 branco rei · g6 branco peão · a5 preto peão · g4 branco rainha | a8 preto cavalo · d8 branco bispo · e8 preto rainha · f8 preto rei · f7 preto peão · h7 preto peão · f6 branco rei · g6 branco peão · a5 preto peão · g4 branco rainha | a8 preto cavalo · d8 branco bispo · e8 preto rainha · f8 preto rei · f7 preto peão · h7 preto peão · f6 branco rei · g6 branco peão · a5 preto peão · g4 branco rainha | a8 preto cavalo · d8 branco bispo · e8 preto rainha · f8 preto rei · f7 preto peão · h7 preto peão · f6 branco rei · g6 branco peão · a5 preto peão · g4 branco rainha | a8 preto cavalo · d8 branco bispo · e8 preto rainha · f8 preto rei · f7 preto peão · h7 preto peão · f6 branco rei · g6 branco peão · a5 preto peão · g4 branco rainha | a8 preto cavalo · d8 branco bispo · e8 preto rainha · f8 preto rei · f7 preto peão · h7 preto peão · f6 branco rei · g6 branco peão · a5 preto peão · g4 branco rainha | a8 preto cavalo · d8 branco bispo · e8 preto rainha · f8 preto rei · f7 preto peão · h7 preto peão · f6 branco rei · g6 branco peão · a5 preto peão · g4 branco rainha | 2 |
| 1 | a8 preto cavalo · d8 branco bispo · e8 preto rainha · f8 preto rei · f7 preto peão · h7 preto peão · f6 branco rei · g6 branco peão · a5 preto peão · g4 branco rainha | a8 preto cavalo · d8 branco bispo · e8 preto rainha · f8 preto rei · f7 preto peão · h7 preto peão · f6 branco rei · g6 branco peão · a5 preto peão · g4 branco rainha | a8 preto cavalo · d8 branco bispo · e8 preto rainha · f8 preto rei · f7 preto peão · h7 preto peão · f6 branco rei · g6 branco peão · a5 preto peão · g4 branco rainha | a8 preto cavalo · d8 branco bispo · e8 preto rainha · f8 preto rei · f7 preto peão · h7 preto peão · f6 branco rei · g6 branco peão · a5 preto peão · g4 branco rainha | a8 preto cavalo · d8 branco bispo · e8 preto rainha · f8 preto rei · f7 preto peão · h7 preto peão · f6 branco rei · g6 branco peão · a5 preto peão · g4 branco rainha | a8 preto cavalo · d8 branco bispo · e8 preto rainha · f8 preto rei · f7 preto peão · h7 preto peão · f6 branco rei · g6 branco peão · a5 preto peão · g4 branco rainha | a8 preto cavalo · d8 branco bispo · e8 preto rainha · f8 preto rei · f7 preto peão · h7 preto peão · f6 branco rei · g6 branco peão · a5 preto peão · g4 branco rainha | a8 preto cavalo · d8 branco bispo · e8 preto rainha · f8 preto rei · f7 preto peão · h7 preto peão · f6 branco rei · g6 branco peão · a5 preto peão · g4 branco rainha | 1 |
|   | a | b | c | d | e | f | g | h |   |

Mario Matous, da República Tcheca, que recebeu a 1a Menção Honrosa na seção de estudos da revista Szachy.
A notação "+" indica que esta é uma composição onde as brancas jogam e ganham. Uma composição com enunciado 'Brancas jogam e empatam' seria indicada pelo sinal "=".
Solução: Para ganhar as brancas precisam explorar a posição precária do Rei preto, porém o fazem de forma inesperada.!

1. Dc8 Rg8
2. Bc7!! Com sacrifício da Dama que as pretas são forçadas a aceitar.

2. ... Dxc8
3. gxf7+ Rh8
4. Be5 Ameaçando um xeque descoberto, porém as pretas ainda possuem recursos de defesa:

4. ... Dc5
5. Bb2!! (o motivo de 5.Bb2 e não 5. Ba1? ficará aparente mais tarde)
5. ... Cc7 (forçado)
6. Ba1 a4
7. Bb2 a3 se as brancas tivessem jogado 5. Ba1 estariam em zugzwang no momento que o peão preto chegasse a a3
8. Ba1 a2
9. Bb2 a1D
10. Bxa1 Dc3+
11. Bxc3 Cd5+
12. Re6+ Nxc3 Finalmente capturando o Bispo que tantos problemas causou às pretas porém
13. f8D# é mate.

## Inversos
Nos inversos as brancas jogam e forçam as pretas a dar-lhes mate, enquanto as pretas tentam impedir que isto aconteça. Inversos não são muito diferentes de diretos em relação ao raciocínio e métodos de solução, embora os temas das composições possam ser muito distintos e algumas ideias serem expressas de forma mais natural em inversos que em diretos. Nos mundiais de soluções problemas de mates diretos as brancas jogam e dão mate nas pretas em um número estipulado de Lance. O que caracteriza o problema direto na sua versão moderna, em oposição à uma combinação de meio-jogo, é o seu caráter formal, estruturado e bem definido, não há uma seção de inversos em dois ou mais lances.

## Ajudados
Festival José Figueiredo, 1980
1o Lugar
|   | a | b | c | d | e | f | g | h |   |
| 8 | e8 preto bispo · f8 preto cavalo · g8 preto cavalo · h8 branco cavalo · d7 preto peão · g7 preto peão · h7 preto peão · b6 branco torre · f6 branco cavalo · a5 preto bispo · e5 preto peão · f5 preto rei · g5 branco peão · h5 preto peão · a4 preto torre · c4 branco bispo · e4 preto peão · a3 preto torre · g3 branco peão · c2 branco rei · d2 branco peão | e8 preto bispo · f8 preto cavalo · g8 preto cavalo · h8 branco cavalo · d7 preto peão · g7 preto peão · h7 preto peão · b6 branco torre · f6 branco cavalo · a5 preto bispo · e5 preto peão · f5 preto rei · g5 branco peão · h5 preto peão · a4 preto torre · c4 branco bispo · e4 preto peão · a3 preto torre · g3 branco peão · c2 branco rei · d2 branco peão | e8 preto bispo · f8 preto cavalo · g8 preto cavalo · h8 branco cavalo · d7 preto peão · g7 preto peão · h7 preto peão · b6 branco torre · f6 branco cavalo · a5 preto bispo · e5 preto peão · f5 preto rei · g5 branco peão · h5 preto peão · a4 preto torre · c4 branco bispo · e4 preto peão · a3 preto torre · g3 branco peão · c2 branco rei · d2 branco peão | e8 preto bispo · f8 preto cavalo · g8 preto cavalo · h8 branco cavalo · d7 preto peão · g7 preto peão · h7 preto peão · b6 branco torre · f6 branco cavalo · a5 preto bispo · e5 preto peão · f5 preto rei · g5 branco peão · h5 preto peão · a4 preto torre · c4 branco bispo · e4 preto peão · a3 preto torre · g3 branco peão · c2 branco rei · d2 branco peão | e8 preto bispo · f8 preto cavalo · g8 preto cavalo · h8 branco cavalo · d7 preto peão · g7 preto peão · h7 preto peão · b6 branco torre · f6 branco cavalo · a5 preto bispo · e5 preto peão · f5 preto rei · g5 branco peão · h5 preto peão · a4 preto torre · c4 branco bispo · e4 preto peão · a3 preto torre · g3 branco peão · c2 branco rei · d2 branco peão | e8 preto bispo · f8 preto cavalo · g8 preto cavalo · h8 branco cavalo · d7 preto peão · g7 preto peão · h7 preto peão · b6 branco torre · f6 branco cavalo · a5 preto bispo · e5 preto peão · f5 preto rei · g5 branco peão · h5 preto peão · a4 preto torre · c4 branco bispo · e4 preto peão · a3 preto torre · g3 branco peão · c2 branco rei · d2 branco peão | e8 preto bispo · f8 preto cavalo · g8 preto cavalo · h8 branco cavalo · d7 preto peão · g7 preto peão · h7 preto peão · b6 branco torre · f6 branco cavalo · a5 preto bispo · e5 preto peão · f5 preto rei · g5 branco peão · h5 preto peão · a4 preto torre · c4 branco bispo · e4 preto peão · a3 preto torre · g3 branco peão · c2 branco rei · d2 branco peão | e8 preto bispo · f8 preto cavalo · g8 preto cavalo · h8 branco cavalo · d7 preto peão · g7 preto peão · h7 preto peão · b6 branco torre · f6 branco cavalo · a5 preto bispo · e5 preto peão · f5 preto rei · g5 branco peão · h5 preto peão · a4 preto torre · c4 branco bispo · e4 preto peão · a3 preto torre · g3 branco peão · c2 branco rei · d2 branco peão | 8 |
| 7 | e8 preto bispo · f8 preto cavalo · g8 preto cavalo · h8 branco cavalo · d7 preto peão · g7 preto peão · h7 preto peão · b6 branco torre · f6 branco cavalo · a5 preto bispo · e5 preto peão · f5 preto rei · g5 branco peão · h5 preto peão · a4 preto torre · c4 branco bispo · e4 preto peão · a3 preto torre · g3 branco peão · c2 branco rei · d2 branco peão | e8 preto bispo · f8 preto cavalo · g8 preto cavalo · h8 branco cavalo · d7 preto peão · g7 preto peão · h7 preto peão · b6 branco torre · f6 branco cavalo · a5 preto bispo · e5 preto peão · f5 preto rei · g5 branco peão · h5 preto peão · a4 preto torre · c4 branco bispo · e4 preto peão · a3 preto torre · g3 branco peão · c2 branco rei · d2 branco peão | e8 preto bispo · f8 preto cavalo · g8 preto cavalo · h8 branco cavalo · d7 preto peão · g7 preto peão · h7 preto peão · b6 branco torre · f6 branco cavalo · a5 preto bispo · e5 preto peão · f5 preto rei · g5 branco peão · h5 preto peão · a4 preto torre · c4 branco bispo · e4 preto peão · a3 preto torre · g3 branco peão · c2 branco rei · d2 branco peão | e8 preto bispo · f8 preto cavalo · g8 preto cavalo · h8 branco cavalo · d7 preto peão · g7 preto peão · h7 preto peão · b6 branco torre · f6 branco cavalo · a5 preto bispo · e5 preto peão · f5 preto rei · g5 branco peão · h5 preto peão · a4 preto torre · c4 branco bispo · e4 preto peão · a3 preto torre · g3 branco peão · c2 branco rei · d2 branco peão | e8 preto bispo · f8 preto cavalo · g8 preto cavalo · h8 branco cavalo · d7 preto peão · g7 preto peão · h7 preto peão · b6 branco torre · f6 branco cavalo · a5 preto bispo · e5 preto peão · f5 preto rei · g5 branco peão · h5 preto peão · a4 preto torre · c4 branco bispo · e4 preto peão · a3 preto torre · g3 branco peão · c2 branco rei · d2 branco peão | e8 preto bispo · f8 preto cavalo · g8 preto cavalo · h8 branco cavalo · d7 preto peão · g7 preto peão · h7 preto peão · b6 branco torre · f6 branco cavalo · a5 preto bispo · e5 preto peão · f5 preto rei · g5 branco peão · h5 preto peão · a4 preto torre · c4 branco bispo · e4 preto peão · a3 preto torre · g3 branco peão · c2 branco rei · d2 branco peão | e8 preto bispo · f8 preto cavalo · g8 preto cavalo · h8 branco cavalo · d7 preto peão · g7 preto peão · h7 preto peão · b6 branco torre · f6 branco cavalo · a5 preto bispo · e5 preto peão · f5 preto rei · g5 branco peão · h5 preto peão · a4 preto torre · c4 branco bispo · e4 preto peão · a3 preto torre · g3 branco peão · c2 branco rei · d2 branco peão | e8 preto bispo · f8 preto cavalo · g8 preto cavalo · h8 branco cavalo · d7 preto peão · g7 preto peão · h7 preto peão · b6 branco torre · f6 branco cavalo · a5 preto bispo · e5 preto peão · f5 preto rei · g5 branco peão · h5 preto peão · a4 preto torre · c4 branco bispo · e4 preto peão · a3 preto torre · g3 branco peão · c2 branco rei · d2 branco peão | 7 |
| 6 | e8 preto bispo · f8 preto cavalo · g8 preto cavalo · h8 branco cavalo · d7 preto peão · g7 preto peão · h7 preto peão · b6 branco torre · f6 branco cavalo · a5 preto bispo · e5 preto peão · f5 preto rei · g5 branco peão · h5 preto peão · a4 preto torre · c4 branco bispo · e4 preto peão · a3 preto torre · g3 branco peão · c2 branco rei · d2 branco peão | e8 preto bispo · f8 preto cavalo · g8 preto cavalo · h8 branco cavalo · d7 preto peão · g7 preto peão · h7 preto peão · b6 branco torre · f6 branco cavalo · a5 preto bispo · e5 preto peão · f5 preto rei · g5 branco peão · h5 preto peão · a4 preto torre · c4 branco bispo · e4 preto peão · a3 preto torre · g3 branco peão · c2 branco rei · d2 branco peão | e8 preto bispo · f8 preto cavalo · g8 preto cavalo · h8 branco cavalo · d7 preto peão · g7 preto peão · h7 preto peão · b6 branco torre · f6 branco cavalo · a5 preto bispo · e5 preto peão · f5 preto rei · g5 branco peão · h5 preto peão · a4 preto torre · c4 branco bispo · e4 preto peão · a3 preto torre · g3 branco peão · c2 branco rei · d2 branco peão | e8 preto bispo · f8 preto cavalo · g8 preto cavalo · h8 branco cavalo · d7 preto peão · g7 preto peão · h7 preto peão · b6 branco torre · f6 branco cavalo · a5 preto bispo · e5 preto peão · f5 preto rei · g5 branco peão · h5 preto peão · a4 preto torre · c4 branco bispo · e4 preto peão · a3 preto torre · g3 branco peão · c2 branco rei · d2 branco peão | e8 preto bispo · f8 preto cavalo · g8 preto cavalo · h8 branco cavalo · d7 preto peão · g7 preto peão · h7 preto peão · b6 branco torre · f6 branco cavalo · a5 preto bispo · e5 preto peão · f5 preto rei · g5 branco peão · h5 preto peão · a4 preto torre · c4 branco bispo · e4 preto peão · a3 preto torre · g3 branco peão · c2 branco rei · d2 branco peão | e8 preto bispo · f8 preto cavalo · g8 preto cavalo · h8 branco cavalo · d7 preto peão · g7 preto peão · h7 preto peão · b6 branco torre · f6 branco cavalo · a5 preto bispo · e5 preto peão · f5 preto rei · g5 branco peão · h5 preto peão · a4 preto torre · c4 branco bispo · e4 preto peão · a3 preto torre · g3 branco peão · c2 branco rei · d2 branco peão | e8 preto bispo · f8 preto cavalo · g8 preto cavalo · h8 branco cavalo · d7 preto peão · g7 preto peão · h7 preto peão · b6 branco torre · f6 branco cavalo · a5 preto bispo · e5 preto peão · f5 preto rei · g5 branco peão · h5 preto peão · a4 preto torre · c4 branco bispo · e4 preto peão · a3 preto torre · g3 branco peão · c2 branco rei · d2 branco peão | e8 preto bispo · f8 preto cavalo · g8 preto cavalo · h8 branco cavalo · d7 preto peão · g7 preto peão · h7 preto peão · b6 branco torre · f6 branco cavalo · a5 preto bispo · e5 preto peão · f5 preto rei · g5 branco peão · h5 preto peão · a4 preto torre · c4 branco bispo · e4 preto peão · a3 preto torre · g3 branco peão · c2 branco rei · d2 branco peão | 6 |
| 5 | e8 preto bispo · f8 preto cavalo · g8 preto cavalo · h8 branco cavalo · d7 preto peão · g7 preto peão · h7 preto peão · b6 branco torre · f6 branco cavalo · a5 preto bispo · e5 preto peão · f5 preto rei · g5 branco peão · h5 preto peão · a4 preto torre · c4 branco bispo · e4 preto peão · a3 preto torre · g3 branco peão · c2 branco rei · d2 branco peão | e8 preto bispo · f8 preto cavalo · g8 preto cavalo · h8 branco cavalo · d7 preto peão · g7 preto peão · h7 preto peão · b6 branco torre · f6 branco cavalo · a5 preto bispo · e5 preto peão · f5 preto rei · g5 branco peão · h5 preto peão · a4 preto torre · c4 branco bispo · e4 preto peão · a3 preto torre · g3 branco peão · c2 branco rei · d2 branco peão | e8 preto bispo · f8 preto cavalo · g8 preto cavalo · h8 branco cavalo · d7 preto peão · g7 preto peão · h7 preto peão · b6 branco torre · f6 branco cavalo · a5 preto bispo · e5 preto peão · f5 preto rei · g5 branco peão · h5 preto peão · a4 preto torre · c4 branco bispo · e4 preto peão · a3 preto torre · g3 branco peão · c2 branco rei · d2 branco peão | e8 preto bispo · f8 preto cavalo · g8 preto cavalo · h8 branco cavalo · d7 preto peão · g7 preto peão · h7 preto peão · b6 branco torre · f6 branco cavalo · a5 preto bispo · e5 preto peão · f5 preto rei · g5 branco peão · h5 preto peão · a4 preto torre · c4 branco bispo · e4 preto peão · a3 preto torre · g3 branco peão · c2 branco rei · d2 branco peão | e8 preto bispo · f8 preto cavalo · g8 preto cavalo · h8 branco cavalo · d7 preto peão · g7 preto peão · h7 preto peão · b6 branco torre · f6 branco cavalo · a5 preto bispo · e5 preto peão · f5 preto rei · g5 branco peão · h5 preto peão · a4 preto torre · c4 branco bispo · e4 preto peão · a3 preto torre · g3 branco peão · c2 branco rei · d2 branco peão | e8 preto bispo · f8 preto cavalo · g8 preto cavalo · h8 branco cavalo · d7 preto peão · g7 preto peão · h7 preto peão · b6 branco torre · f6 branco cavalo · a5 preto bispo · e5 preto peão · f5 preto rei · g5 branco peão · h5 preto peão · a4 preto torre · c4 branco bispo · e4 preto peão · a3 preto torre · g3 branco peão · c2 branco rei · d2 branco peão | e8 preto bispo · f8 preto cavalo · g8 preto cavalo · h8 branco cavalo · d7 preto peão · g7 preto peão · h7 preto peão · b6 branco torre · f6 branco cavalo · a5 preto bispo · e5 preto peão · f5 preto rei · g5 branco peão · h5 preto peão · a4 preto torre · c4 branco bispo · e4 preto peão · a3 preto torre · g3 branco peão · c2 branco rei · d2 branco peão | e8 preto bispo · f8 preto cavalo · g8 preto cavalo · h8 branco cavalo · d7 preto peão · g7 preto peão · h7 preto peão · b6 branco torre · f6 branco cavalo · a5 preto bispo · e5 preto peão · f5 preto rei · g5 branco peão · h5 preto peão · a4 preto torre · c4 branco bispo · e4 preto peão · a3 preto torre · g3 branco peão · c2 branco rei · d2 branco peão | 5 |
| 4 | e8 preto bispo · f8 preto cavalo · g8 preto cavalo · h8 branco cavalo · d7 preto peão · g7 preto peão · h7 preto peão · b6 branco torre · f6 branco cavalo · a5 preto bispo · e5 preto peão · f5 preto rei · g5 branco peão · h5 preto peão · a4 preto torre · c4 branco bispo · e4 preto peão · a3 preto torre · g3 branco peão · c2 branco rei · d2 branco peão | e8 preto bispo · f8 preto cavalo · g8 preto cavalo · h8 branco cavalo · d7 preto peão · g7 preto peão · h7 preto peão · b6 branco torre · f6 branco cavalo · a5 preto bispo · e5 preto peão · f5 preto rei · g5 branco peão · h5 preto peão · a4 preto torre · c4 branco bispo · e4 preto peão · a3 preto torre · g3 branco peão · c2 branco rei · d2 branco peão | e8 preto bispo · f8 preto cavalo · g8 preto cavalo · h8 branco cavalo · d7 preto peão · g7 preto peão · h7 preto peão · b6 branco torre · f6 branco cavalo · a5 preto bispo · e5 preto peão · f5 preto rei · g5 branco peão · h5 preto peão · a4 preto torre · c4 branco bispo · e4 preto peão · a3 preto torre · g3 branco peão · c2 branco rei · d2 branco peão | e8 preto bispo · f8 preto cavalo · g8 preto cavalo · h8 branco cavalo · d7 preto peão · g7 preto peão · h7 preto peão · b6 branco torre · f6 branco cavalo · a5 preto bispo · e5 preto peão · f5 preto rei · g5 branco peão · h5 preto peão · a4 preto torre · c4 branco bispo · e4 preto peão · a3 preto torre · g3 branco peão · c2 branco rei · d2 branco peão | e8 preto bispo · f8 preto cavalo · g8 preto cavalo · h8 branco cavalo · d7 preto peão · g7 preto peão · h7 preto peão · b6 branco torre · f6 branco cavalo · a5 preto bispo · e5 preto peão · f5 preto rei · g5 branco peão · h5 preto peão · a4 preto torre · c4 branco bispo · e4 preto peão · a3 preto torre · g3 branco peão · c2 branco rei · d2 branco peão | e8 preto bispo · f8 preto cavalo · g8 preto cavalo · h8 branco cavalo · d7 preto peão · g7 preto peão · h7 preto peão · b6 branco torre · f6 branco cavalo · a5 preto bispo · e5 preto peão · f5 preto rei · g5 branco peão · h5 preto peão · a4 preto torre · c4 branco bispo · e4 preto peão · a3 preto torre · g3 branco peão · c2 branco rei · d2 branco peão | e8 preto bispo · f8 preto cavalo · g8 preto cavalo · h8 branco cavalo · d7 preto peão · g7 preto peão · h7 preto peão · b6 branco torre · f6 branco cavalo · a5 preto bispo · e5 preto peão · f5 preto rei · g5 branco peão · h5 preto peão · a4 preto torre · c4 branco bispo · e4 preto peão · a3 preto torre · g3 branco peão · c2 branco rei · d2 branco peão | e8 preto bispo · f8 preto cavalo · g8 preto cavalo · h8 branco cavalo · d7 preto peão · g7 preto peão · h7 preto peão · b6 branco torre · f6 branco cavalo · a5 preto bispo · e5 preto peão · f5 preto rei · g5 branco peão · h5 preto peão · a4 preto torre · c4 branco bispo · e4 preto peão · a3 preto torre · g3 branco peão · c2 branco rei · d2 branco peão | 4 |
| 3 | e8 preto bispo · f8 preto cavalo · g8 preto cavalo · h8 branco cavalo · d7 preto peão · g7 preto peão · h7 preto peão · b6 branco torre · f6 branco cavalo · a5 preto bispo · e5 preto peão · f5 preto rei · g5 branco peão · h5 preto peão · a4 preto torre · c4 branco bispo · e4 preto peão · a3 preto torre · g3 branco peão · c2 branco rei · d2 branco peão | e8 preto bispo · f8 preto cavalo · g8 preto cavalo · h8 branco cavalo · d7 preto peão · g7 preto peão · h7 preto peão · b6 branco torre · f6 branco cavalo · a5 preto bispo · e5 preto peão · f5 preto rei · g5 branco peão · h5 preto peão · a4 preto torre · c4 branco bispo · e4 preto peão · a3 preto torre · g3 branco peão · c2 branco rei · d2 branco peão | e8 preto bispo · f8 preto cavalo · g8 preto cavalo · h8 branco cavalo · d7 preto peão · g7 preto peão · h7 preto peão · b6 branco torre · f6 branco cavalo · a5 preto bispo · e5 preto peão · f5 preto rei · g5 branco peão · h5 preto peão · a4 preto torre · c4 branco bispo · e4 preto peão · a3 preto torre · g3 branco peão · c2 branco rei · d2 branco peão | e8 preto bispo · f8 preto cavalo · g8 preto cavalo · h8 branco cavalo · d7 preto peão · g7 preto peão · h7 preto peão · b6 branco torre · f6 branco cavalo · a5 preto bispo · e5 preto peão · f5 preto rei · g5 branco peão · h5 preto peão · a4 preto torre · c4 branco bispo · e4 preto peão · a3 preto torre · g3 branco peão · c2 branco rei · d2 branco peão | e8 preto bispo · f8 preto cavalo · g8 preto cavalo · h8 branco cavalo · d7 preto peão · g7 preto peão · h7 preto peão · b6 branco torre · f6 branco cavalo · a5 preto bispo · e5 preto peão · f5 preto rei · g5 branco peão · h5 preto peão · a4 preto torre · c4 branco bispo · e4 preto peão · a3 preto torre · g3 branco peão · c2 branco rei · d2 branco peão | e8 preto bispo · f8 preto cavalo · g8 preto cavalo · h8 branco cavalo · d7 preto peão · g7 preto peão · h7 preto peão · b6 branco torre · f6 branco cavalo · a5 preto bispo · e5 preto peão · f5 preto rei · g5 branco peão · h5 preto peão · a4 preto torre · c4 branco bispo · e4 preto peão · a3 preto torre · g3 branco peão · c2 branco rei · d2 branco peão | e8 preto bispo · f8 preto cavalo · g8 preto cavalo · h8 branco cavalo · d7 preto peão · g7 preto peão · h7 preto peão · b6 branco torre · f6 branco cavalo · a5 preto bispo · e5 preto peão · f5 preto rei · g5 branco peão · h5 preto peão · a4 preto torre · c4 branco bispo · e4 preto peão · a3 preto torre · g3 branco peão · c2 branco rei · d2 branco peão | e8 preto bispo · f8 preto cavalo · g8 preto cavalo · h8 branco cavalo · d7 preto peão · g7 preto peão · h7 preto peão · b6 branco torre · f6 branco cavalo · a5 preto bispo · e5 preto peão · f5 preto rei · g5 branco peão · h5 preto peão · a4 preto torre · c4 branco bispo · e4 preto peão · a3 preto torre · g3 branco peão · c2 branco rei · d2 branco peão | 3 |
| 2 | e8 preto bispo · f8 preto cavalo · g8 preto cavalo · h8 branco cavalo · d7 preto peão · g7 preto peão · h7 preto peão · b6 branco torre · f6 branco cavalo · a5 preto bispo · e5 preto peão · f5 preto rei · g5 branco peão · h5 preto peão · a4 preto torre · c4 branco bispo · e4 preto peão · a3 preto torre · g3 branco peão · c2 branco rei · d2 branco peão | e8 preto bispo · f8 preto cavalo · g8 preto cavalo · h8 branco cavalo · d7 preto peão · g7 preto peão · h7 preto peão · b6 branco torre · f6 branco cavalo · a5 preto bispo · e5 preto peão · f5 preto rei · g5 branco peão · h5 preto peão · a4 preto torre · c4 branco bispo · e4 preto peão · a3 preto torre · g3 branco peão · c2 branco rei · d2 branco peão | e8 preto bispo · f8 preto cavalo · g8 preto cavalo · h8 branco cavalo · d7 preto peão · g7 preto peão · h7 preto peão · b6 branco torre · f6 branco cavalo · a5 preto bispo · e5 preto peão · f5 preto rei · g5 branco peão · h5 preto peão · a4 preto torre · c4 branco bispo · e4 preto peão · a3 preto torre · g3 branco peão · c2 branco rei · d2 branco peão | e8 preto bispo · f8 preto cavalo · g8 preto cavalo · h8 branco cavalo · d7 preto peão · g7 preto peão · h7 preto peão · b6 branco torre · f6 branco cavalo · a5 preto bispo · e5 preto peão · f5 preto rei · g5 branco peão · h5 preto peão · a4 preto torre · c4 branco bispo · e4 preto peão · a3 preto torre · g3 branco peão · c2 branco rei · d2 branco peão | e8 preto bispo · f8 preto cavalo · g8 preto cavalo · h8 branco cavalo · d7 preto peão · g7 preto peão · h7 preto peão · b6 branco torre · f6 branco cavalo · a5 preto bispo · e5 preto peão · f5 preto rei · g5 branco peão · h5 preto peão · a4 preto torre · c4 branco bispo · e4 preto peão · a3 preto torre · g3 branco peão · c2 branco rei · d2 branco peão | e8 preto bispo · f8 preto cavalo · g8 preto cavalo · h8 branco cavalo · d7 preto peão · g7 preto peão · h7 preto peão · b6 branco torre · f6 branco cavalo · a5 preto bispo · e5 preto peão · f5 preto rei · g5 branco peão · h5 preto peão · a4 preto torre · c4 branco bispo · e4 preto peão · a3 preto torre · g3 branco peão · c2 branco rei · d2 branco peão | e8 preto bispo · f8 preto cavalo · g8 preto cavalo · h8 branco cavalo · d7 preto peão · g7 preto peão · h7 preto peão · b6 branco torre · f6 branco cavalo · a5 preto bispo · e5 preto peão · f5 preto rei · g5 branco peão · h5 preto peão · a4 preto torre · c4 branco bispo · e4 preto peão · a3 preto torre · g3 branco peão · c2 branco rei · d2 branco peão | e8 preto bispo · f8 preto cavalo · g8 preto cavalo · h8 branco cavalo · d7 preto peão · g7 preto peão · h7 preto peão · b6 branco torre · f6 branco cavalo · a5 preto bispo · e5 preto peão · f5 preto rei · g5 branco peão · h5 preto peão · a4 preto torre · c4 branco bispo · e4 preto peão · a3 preto torre · g3 branco peão · c2 branco rei · d2 branco peão | 2 |
| 1 | e8 preto bispo · f8 preto cavalo · g8 preto cavalo · h8 branco cavalo · d7 preto peão · g7 preto peão · h7 preto peão · b6 branco torre · f6 branco cavalo · a5 preto bispo · e5 preto peão · f5 preto rei · g5 branco peão · h5 preto peão · a4 preto torre · c4 branco bispo · e4 preto peão · a3 preto torre · g3 branco peão · c2 branco rei · d2 branco peão | e8 preto bispo · f8 preto cavalo · g8 preto cavalo · h8 branco cavalo · d7 preto peão · g7 preto peão · h7 preto peão · b6 branco torre · f6 branco cavalo · a5 preto bispo · e5 preto peão · f5 preto rei · g5 branco peão · h5 preto peão · a4 preto torre · c4 branco bispo · e4 preto peão · a3 preto torre · g3 branco peão · c2 branco rei · d2 branco peão | e8 preto bispo · f8 preto cavalo · g8 preto cavalo · h8 branco cavalo · d7 preto peão · g7 preto peão · h7 preto peão · b6 branco torre · f6 branco cavalo · a5 preto bispo · e5 preto peão · f5 preto rei · g5 branco peão · h5 preto peão · a4 preto torre · c4 branco bispo · e4 preto peão · a3 preto torre · g3 branco peão · c2 branco rei · d2 branco peão | e8 preto bispo · f8 preto cavalo · g8 preto cavalo · h8 branco cavalo · d7 preto peão · g7 preto peão · h7 preto peão · b6 branco torre · f6 branco cavalo · a5 preto bispo · e5 preto peão · f5 preto rei · g5 branco peão · h5 preto peão · a4 preto torre · c4 branco bispo · e4 preto peão · a3 preto torre · g3 branco peão · c2 branco rei · d2 branco peão | e8 preto bispo · f8 preto cavalo · g8 preto cavalo · h8 branco cavalo · d7 preto peão · g7 preto peão · h7 preto peão · b6 branco torre · f6 branco cavalo · a5 preto bispo · e5 preto peão · f5 preto rei · g5 branco peão · h5 preto peão · a4 preto torre · c4 branco bispo · e4 preto peão · a3 preto torre · g3 branco peão · c2 branco rei · d2 branco peão | e8 preto bispo · f8 preto cavalo · g8 preto cavalo · h8 branco cavalo · d7 preto peão · g7 preto peão · h7 preto peão · b6 branco torre · f6 branco cavalo · a5 preto bispo · e5 preto peão · f5 preto rei · g5 branco peão · h5 preto peão · a4 preto torre · c4 branco bispo · e4 preto peão · a3 preto torre · g3 branco peão · c2 branco rei · d2 branco peão | e8 preto bispo · f8 preto cavalo · g8 preto cavalo · h8 branco cavalo · d7 preto peão · g7 preto peão · h7 preto peão · b6 branco torre · f6 branco cavalo · a5 preto bispo · e5 preto peão · f5 preto rei · g5 branco peão · h5 preto peão · a4 preto torre · c4 branco bispo · e4 preto peão · a3 preto torre · g3 branco peão · c2 branco rei · d2 branco peão | e8 preto bispo · f8 preto cavalo · g8 preto cavalo · h8 branco cavalo · d7 preto peão · g7 preto peão · h7 preto peão · b6 branco torre · f6 branco cavalo · a5 preto bispo · e5 preto peão · f5 preto rei · g5 branco peão · h5 preto peão · a4 preto torre · c4 branco bispo · e4 preto peão · a3 preto torre · g3 branco peão · c2 branco rei · d2 branco peão | 1 |
|   | a | b | c | d | e | f | g | h |   |

Os ajudados formam um mundo à parte das outras categorias de problemas de xadrez: o mate ajudado é a única forma de composição onde os dois lados colaboram para a execução de um objetivo comum, que é o mate ao rei preto. Em geral as pretas executam o primeiro movimento, portanto um problema de mate ajudado em dois lances possui 4 movimentos: dois movimentos das pretas e dois movimentos das brancas. Em ajudados curtos, de dois ou três lances, é muito comum haver mais de uma solução ao problema. Nestes casos o compositor busca promover a harmonia de efeitos mecânicos e estratégicos entre as soluções do problema, valorizando ainda mais a composição.
Em mundiais de solução de problemas de xadrez há uma seção de ajudados com dois ou mais lances que deve ser resolvida pelo solucionista em 50 minutos.
Na composição ao lado a notação h#2 indica que este é um ajudado em 2 movimentos enquanto a notação 4.1.1.1 informa que há 4 soluções com sequência única.
Abaixo reproduzimos a solução desta excepcional composição:
- 1. Txg3 Tb1 2.Txg5 Tf1#
- 1. Bxd2 Bf1 2.Bxg5 Bh3#
- 1. Ce6 Cg6 2. Cxg5 Ch4#
- 1. h6 d3 2. hxg5 dxe4#

Vemos que nas quatro soluções do problema uma peça preta captura o peão de g5 executando um autobloqueio enquanto as brancas dão mate ao rei preto em função deste bloqueio. Quando a torre preta de a3 bloqueia em g5 é uma torre branca que executa o mate e o mesmo efeito harmônico se repete com o bispo de a5, cavalo de f8 e peão de h7. Os movimentos coordenados de peças semelhantes produz um resultado excepcional que justifica a premiação desta composição.

## Análise Retrógrada
Um tipo de problema que deve-se pensar nos movimentos anteriores até chegar na situação proposta.